# Wołków (rejon pustomycki)
Wołków (ukr. Вовків) – wieś w rejonie lwowskim (wcześniej w rejonie pustomyckim) obwodu lwowskiego. Wieś liczy 291 mieszkańców.
Parafię rzymskokatolicką erygowano tu w 1569 r. Drewnianą cerkiew greckokatolicką, istniejącą do dziś, wzniesiono w 1706 r.
Od 1874 do 1913 proboszczem parafii rzymskokatolickiej w Wołkowie był ks. Franciszek Iwanicki.
Kościół Św. Magdaleny zbudowany w 1924 według projektu Bronisława Wiktora. 
W II Rzeczypospolitej wieś w powiecie lwowskim województwa lwowskiego. W marcu 1944 nacjonaliści ukraińscy z OUN-UPA zamordowali tutaj 20 Polaków, rabując i paląc polskie zagrody.